# Peter Rödler (Lithograf)
Peter Rödler, Taufname Agatha Peter Paul Rödler, (* 3. Februar 1811 in Mainz; † 1850 in Indien) war ein deutscher Maler und Lithograf.

## Leben
Peter Rödler war der Sohn eines Bau- und Zimmermeisters, sein älterer Bruder war der Maler Jakob Roedler (1808–1862).
In der Malerei war er Schüler des Mainzer Malers Philipp Kieffer (1774–1843), als Lithograf arbeitete er u. a. für das Geschäft des Kunsthändlers Felix Constantin Bottinelli in Frankfurt am Main.
1834 bis 1848 lebte er in Paris, wo er Illustrationen für zoologische Bücher anfertigte. 1850 reiste er nach Indien, wo er verschollen ist.

## Werke
- Lithografisches Bildnis des Arztes Anton Franz Metternich (1754–1827), nach Caspar Schneider (Lithografische Anstalt von P. C. Stern, Frankfurt)[4]
- Lithografisches Bildnis Spontinis (Kunsthandlung von F. C. Bottinelli, Frankfurt)[5]
- Lithografisches Bildnis von Sigismund Thalberg (1812–1871) (B. Schott‘s Söhne, Mainz)[6]